# Natuurparken Ischigualasto en Talampaya

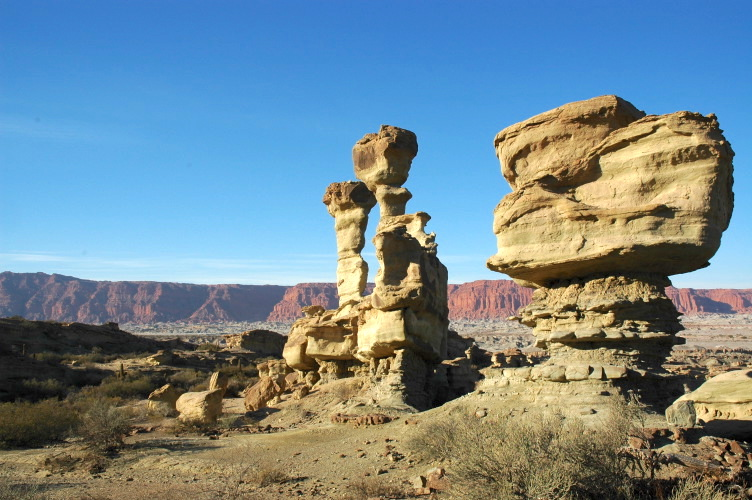
Ischigualasto natuurpark

De natuurparken Ischigualasto en Talampaya zijn twee aaneengesloten natuurparken in de provincie La Rioja in het midden van Argentinië. Het park ligt ten westen van de stad La Rioja in een bekken tussen de Cerro Los Colorados in het westen en de Sierra de Sañagasta in het oosten.
Het gebied beslaat meer dan 275.000 ha in het woestijngebied aan de rand van de Sierra Pampeanas in Centraal-Argentinië, en bevat de meest complete continentale fossielencollectie uit het Trias (245-208 miljoen jaar geleden).
Het is aangewezen als een provinciaal reservaat in 1975 en werd in 1997 uitgeroepen tot nationaal park. De parken staan sinds 2000 op de Werelderfgoedlijst.

## Talampaya
Het Talampaya park heeft een oppervlakte van 2150 km², op een hoogte van 1500 m boven de gemiddelde zeespiegel.
Het landschap is het resultaat van erosie door water en wind in een woestijn klimaat, met een groot verschil in temperatuur - hoge warmte op de dag en lage temperatuur 's nachts, met stortregens in de zomer en de sterke wind in het voorjaar.
In het park is onder andere te vinden:
- De droge bedding van de rivier Talampaya, waar dinosauriërs miljoenen jaren geleden leefden en nu met fossielen te vinden zijn,
- De Talampaya kloof en de rotsformaties met wanden tot 143 m hoog, en een vernauwing tot 80 m op een punt,
- Overblijfselen van de inheemse volkeren en nederzettingen, zoals de petroglyphs van de Puerta del Canon,
- een Botanische tuin met de plaatselijke flora, gelegen in de smalle punt van de canyon,
- Vertegenwoordigers van de regionale fauna, waaronder guanaco, hazen, Maras, vossen en condors.

## Ischigualasto
Ischigualasto is circa 60.000 ha groot. Er zijn diverse vormen en kleuren rotsformaties.